# Calle 40 (línea Verde)
Calle 40  es una estación en la Ruta 11, la Ruta 34, la Ruta 36 y la Ruta 13 de la línea verde del Metro de Filadelfia. La estación se encuentra localizada cerca de la Calle 40, y las avenidas Woodland y Baltimore en Filadelfia, Pensilvania. La estación Calle 40 fue inaugurada en 1955. La Autoridad de Transporte del Sureste de Pensilvania (por sus siglas en inglés SEPTA) es la encargada por el mantenimiento y administración de la estación.

## Descripción y servicios
La estación Calle 40 cuenta con 3 plataformas laterales y 8 vías.

## Conexiones
La estación es abastecida por las siguientes conexiones: 
- Rutas de autobuses SEPTA: Ninguna